# Vòng xoáy Tiền lương-giá cả
Trong Kinh tế vĩ mô, vòng xoáy tiền lương-giá cả (còn gọi là vòng xoáy tiền lương/giá hoặc vòng xoáy giá/tiền lương) (Tiếng Anh: wage - price spiral) là một nguyên nhân dẫn tới lạm phát, theo đó tiền lương tăng khiến giá tăng, giá tăng gây ra lương tăng, và cứ lặp tăng dần. Greg Mankiw viết: "Tại một thời điểm nào đó, vòng xoáy lương giá sẽ chậm lại. Về lâu dài, nền kinh tế sẽ quay trở lại [điểm] nơi đường tổng cầu cắt đường tổng cung dài hạn".

## Lịch sử
Khái niệm này được bắt đầu sử dụng vào năm 1868. Thuật ngữ "Vòng xoáy giá lương" xuất hiện trong một bài báo trên tờ New York Times năm 1937 về cuộc đình công của công nhân ngành thép. Vào những năm 1970, Tổng thống Hoa Kỳ Richard Nixon đã cố gắng phá vỡ "vòng xoáy" về giá cả và chi phí bằng cách áp đặt lệnh đóng băng giá nhưng không có mấy tác dụng.
Một số nghiên cứu phân biệt giữa Vòng xoáy tiền lương-giá và Vòng xoáy giá-tiền lương.
Theo Daniel JB Mitchell và Christopher L. Erickson, khái niệm này không còn được ưa chuộng do sự suy giảm của công đoàn và thương lượng tập thể. Họ viết, "Với tốc độ suy giảm nhanh chóng số lượng thành viên công đoàn vào đầu những năm 1980, sau đó là sự xói mòn so với lực lượng lao động nói chung, việc đổ tội lạm phát là do công đoàn và nhu cầu lao động ngày càng trở nên khó chấp nhận." 
Olivier J. Blanchard lập luận rằng khái niệm này không còn được ưa chuộng từ khi lý thuyết kỳ vọng hợp lý ngày càng phổ biến. Blanchard cố gắng phục hồi khái niệm này.

## Chỉ trích
Công nhân Xã hội lập luận rằng đây chỉ là cái cớ được sử dụng để ngăn việc tăng lương. Tạp chí Tribune cũng coi khái niệm này là lời biện minh cho việc không tăng lương của người lao động.
Milton Friedman chỉ trích khái niệm vòng xoáy tiền lương-giá cả, cho rằng "Đó là biểu hiện bên ngoài của lạm phát, chứ không phải nguồn gốc của nó. Lạm phát phát sinh từ một và chỉ một lý do: sự gia tăng số lượng tiền."  Vòng xoáy Tiền lương-giá cả sẽ phá vỡ một cách tự nhiên nếu số lượng tiền không tăng lên, mặc dù trong thời gian đó "sẽ có lúc lạm phát tiếp tục" cũng như "một số biện pháp sử dụng suy thoái và thất nghiệp".